# Мюциг
Мюциг (фр. Mutzig) — коммуна на северо-востоке Франции в регионе Гранд-Эст (бывший Эльзас — Шампань — Арденны — Лотарингия), департамент Нижний Рейн, округ Мольсем, кантон Мюциг. До марта 2015 года коммуна административно входила в состав кантона Мольсем (округ Мольсем).
Площадь коммуны — 8,01 км², население — 5898 человек (2006) с тенденцией к стабилизации: 5864 человека (2013), плотность населения — 732,1 чел/км².

## Население
Население коммуны в 2011 году составляло 5703 человека, в 2012 году — 5820 человек, а в 2013-м — 5864 человека.
| 1962 | 1968 | 1975 | 1982 | 1990 | 1999 | 2006 | 2008 | 2011 | 2012 | 2013 |
| ---- | ---- | ---- | ---- | ---- | ---- | ---- | ---- | ---- | ---- | ---- |
| 3087 | 3703 | 3891 | 4174 | 4552 | 5584 | 5898 | 5844 | 5703 | 5820 | 5864 |

Динамика населения:

## Экономика
В 2010 году из 3788 человек трудоспособного возраста (от 15 до 64 лет) 2964 были экономически активными, 824 — неактивными (показатель активности 78,2 %, в 1999 году — 74,5 %). Из 2964 активных трудоспособных жителей работали 2638 человек (1493 мужчины и 1145 женщин), 326 числились безработными (155 мужчин и 171 женщина). Среди 824 трудоспособных неактивных граждан 268 были учениками либо студентами, 245 — пенсионерами, а ещё 311 — были неактивны в силу других причин.

## Достопримечательности (фотогалерея)

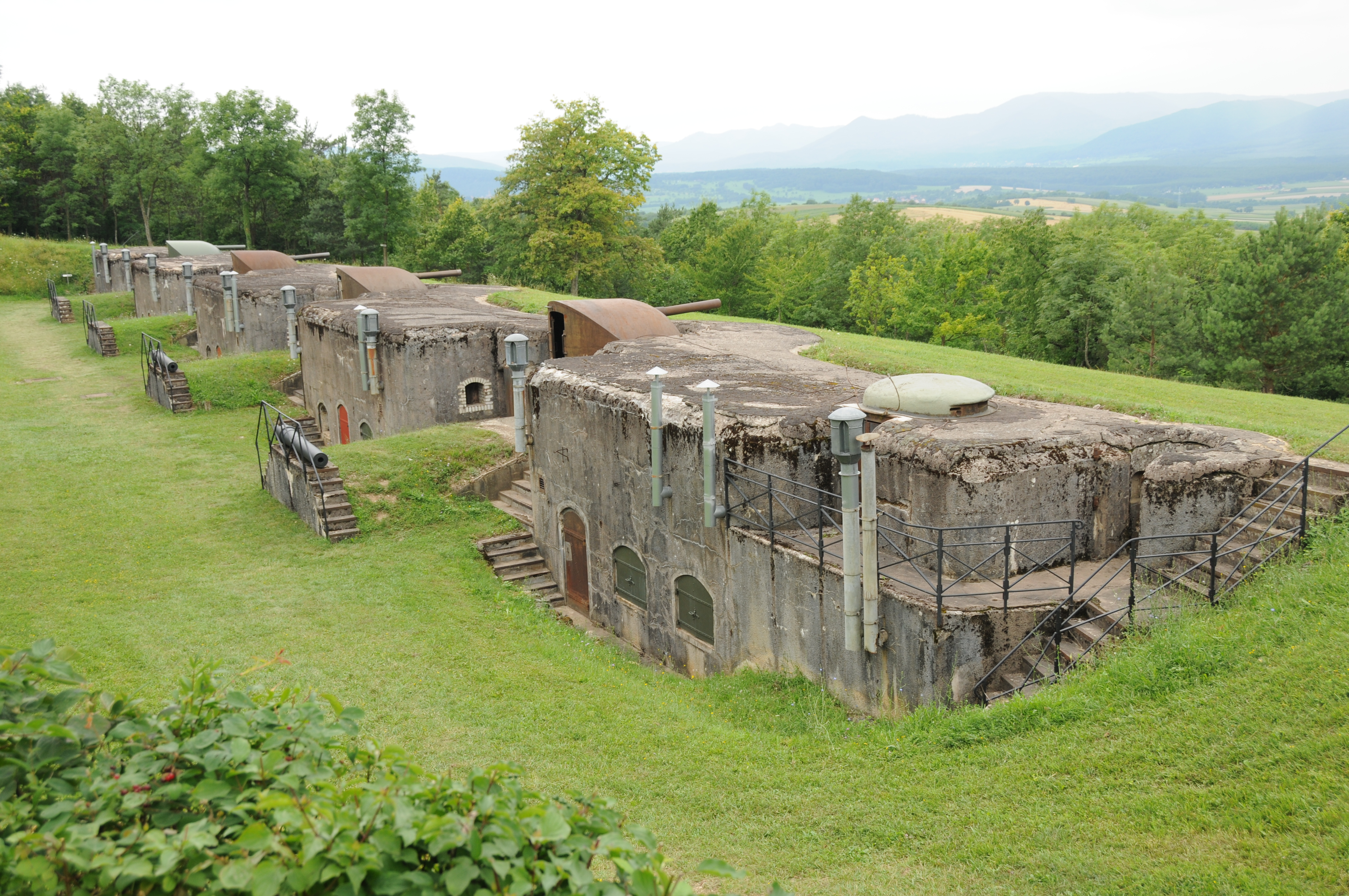
Форт Мюциг
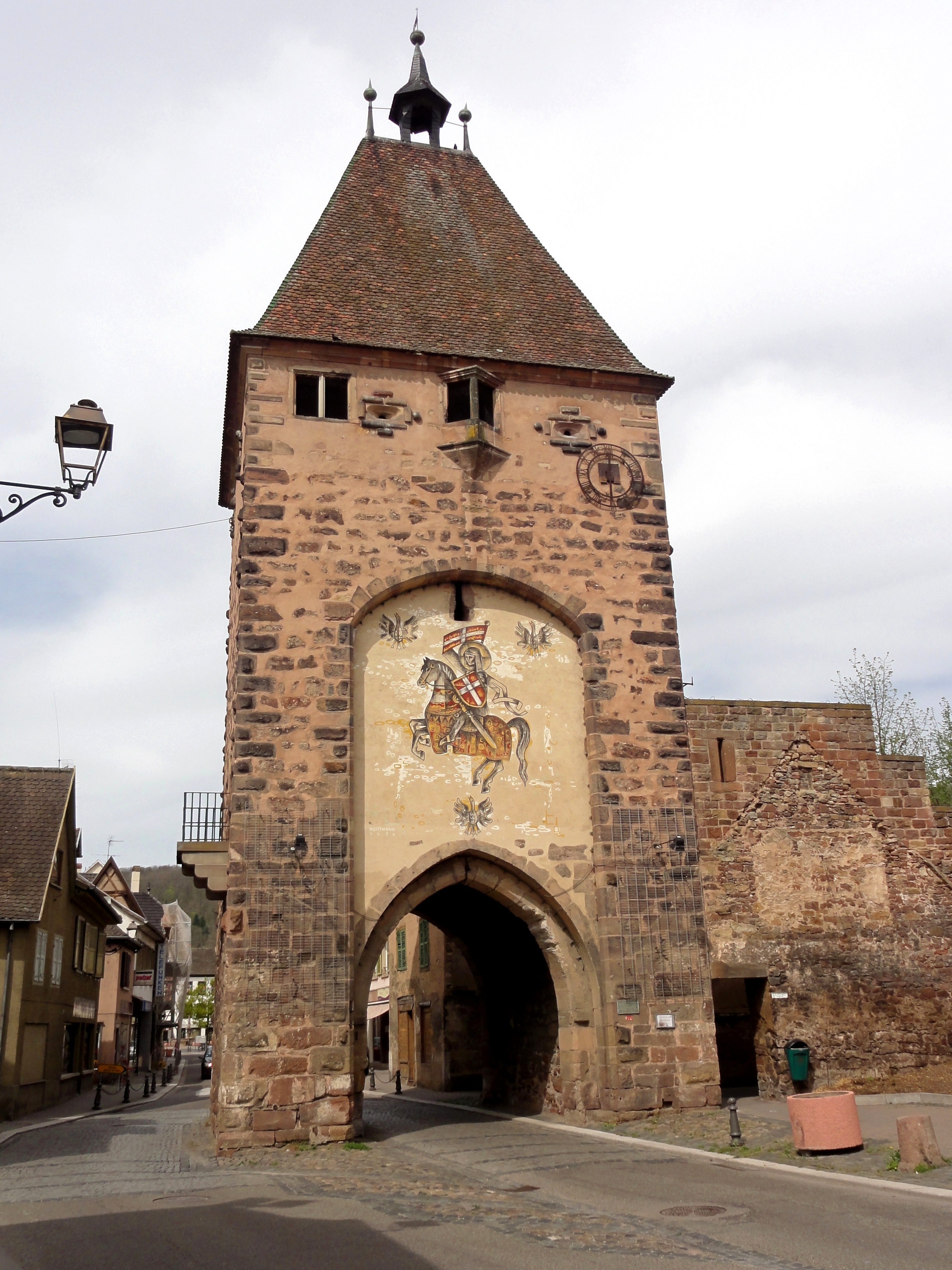
Средневековые ворота
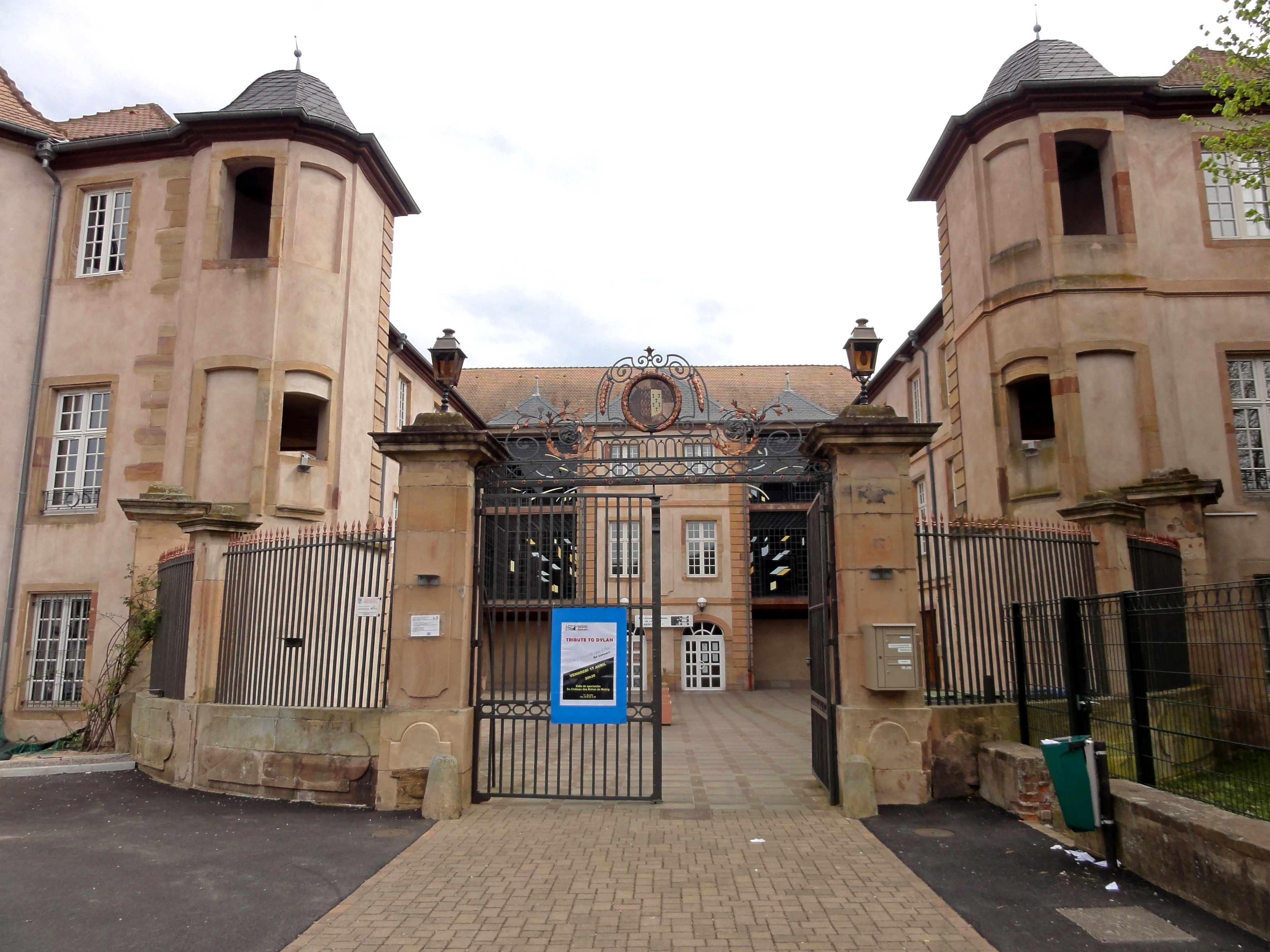
Шато
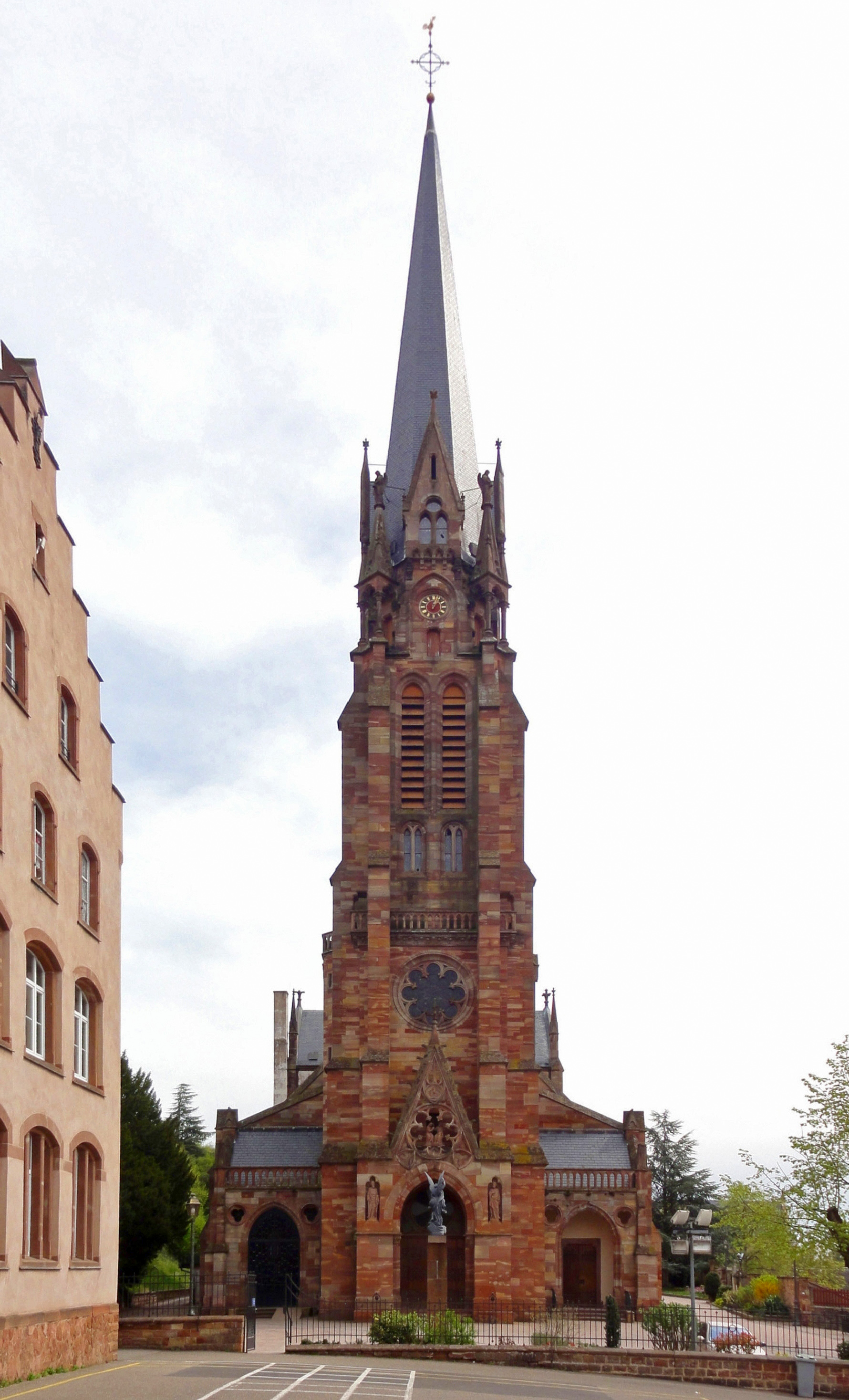
Церковь